# Borbone-Condé

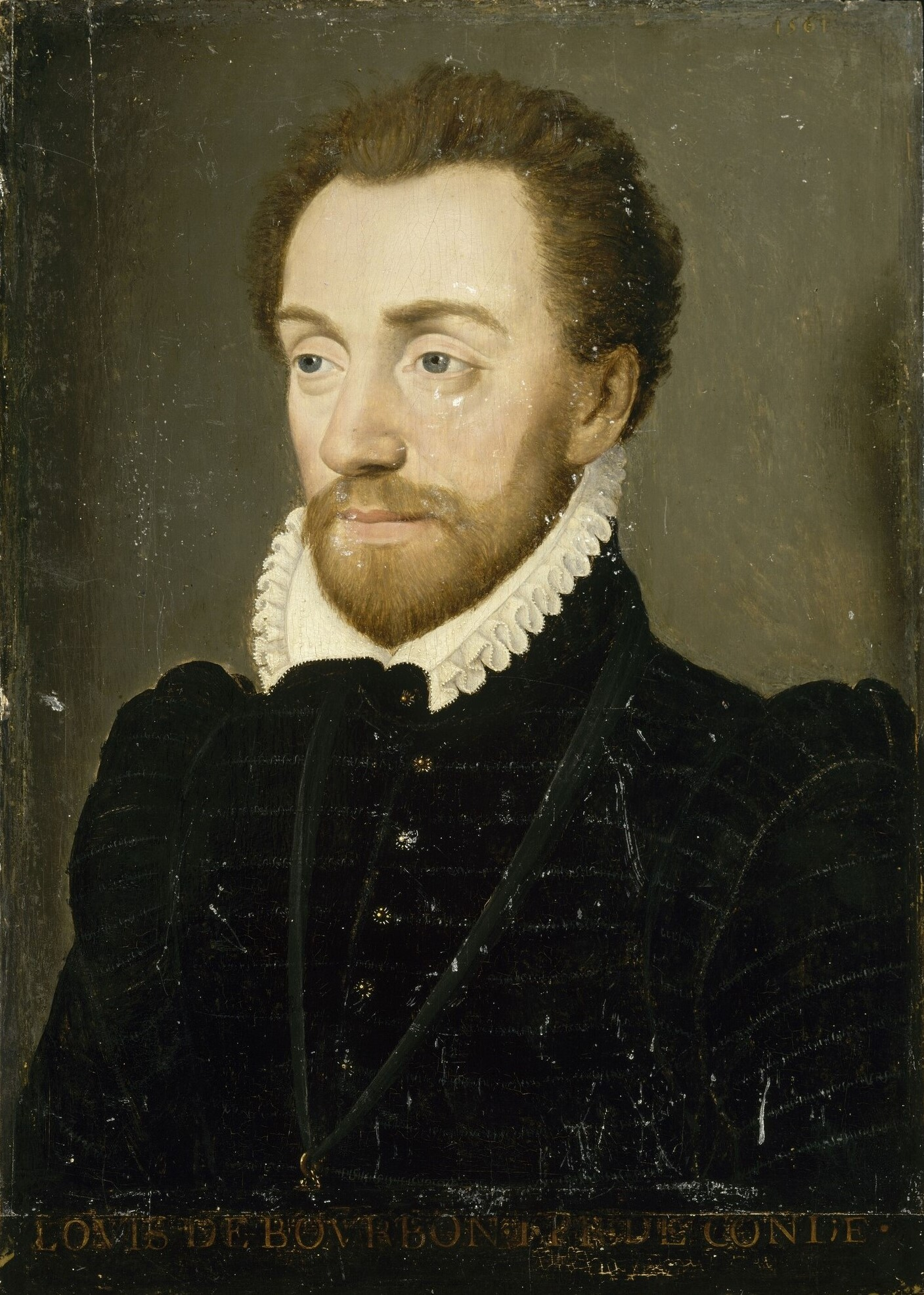
Luigi di Borbone, principe di Condé, capostipite del ramo Borbone-Condé.

I Condé, il cui titolo di Principe di Condé si riferiva al principato di Condé-en-Brie, nel dipartimento dell'Aisne, erano un ramo collaterale della Casa Reale di Francia, iniziato con Luigi di Borbone (1530-1569), figlio di Carlo, duca di Vendôme (1489–1537) e di Francesca di Alençon. Era inoltre fratello minore di Antonio di Borbone-Vendôme, re di Navarra, e quindi zio di Enrico IV, re di Francia e Navarra.

## Storia

Arma del casato dei Condé a partire dal 1588

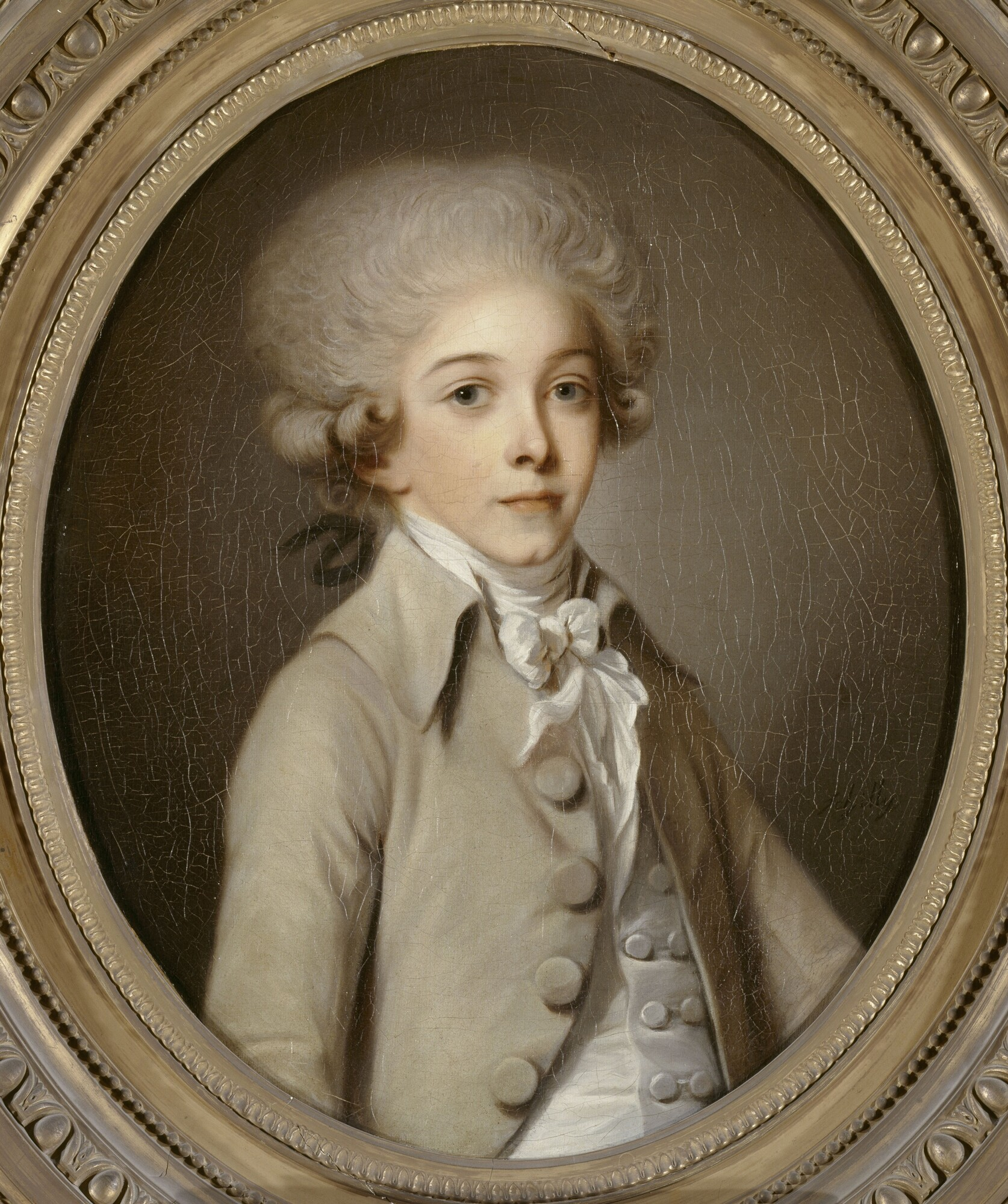
Ritratto giovanile del duca d'Enghien, l'ultimo dei Condé

I Condé discendendo dal re Luigi IX (detto il Santo, 1226-1270), tramite il figlio cadetto Roberto di Clermont, erano principi di sangue reale. I maschi primogeniti dei Borbone-Condé, prima di assumere il titolo di Principe di Borbone-Condé, alla morte del padre, assumevano il titolo di Duca di Enghien. I primi quattro principi della dinastia furono fedeli della chiesa calvinista.
I Principi di Condé ebbero un ruolo determinante nella politica francese fino alla loro estinzione avvenuta nel 1830 con la morte di Luigi-Enrico-Giuseppe, padre dell'ultimo discendente (premortogli). Il più noto dei Condé fu Luigi II, detto il Grand Condé, che condusse vittoriosamente le truppe francesi nella battaglia di Rocroi (1643) distruggendo così il progetto imperiale degli Asburgo. Altrettanto famoso fu l'ultimo discendente dei Condé, Luigi-Antonio Enrico, duca d'Enghien che non giunse al titolo di principe ma rimase duca di Enghien e che fu giustiziato nel 1804 appena trentaduenne a Vincennes, dopo essere stato rapito ad Ettenheim nel Baden da un battaglione di cavalleria della Guardia imperiale, con l'accusa di cospirazione contro l'Imperatore Napoleone Bonaparte.
Luigi-Enrico-Giuseppe di Borbone-Condé aveva in realtà un discendente: Luigi-Antonio Enrico di Borbone-Condé (1772-1804), che tuttavia non poté fregiarsi del titolo di Principe di Condé, poiché erano ancora in vita, al momento del suo decesso, il nonno, Luigi-Giuseppe, (1736-1818), unico a poter vantare il titolo, ed il suo diretto successore, il padre Luigi-Enrico-Giuseppe (1756-1830), duca di Borbone. Luigi-Enrico-Giuseppe di Borbone-Condé, in attesa di poter diventare a sua volta, dopo la morte del nonno e del padre, principe di Condé, ebbe il titolo, che spettava ai Condé non ancora principi o duchi di Borbone, di duca di Enghien. Luigi-Antonio Enrico, duca di Enghien, morì giustiziato nel Castello di Vincennes il 21 marzo 1804 con l'accusa di aver combattuto nelle formazioni degli emigrés contro i compatrioti dell'esercito repubblicano francese. La prima accusa, di aver ordito un complotto per uccidere il Primo Console Napoleone Bonaparte, fu accantonata per evidente infondatezza.
Dal ramo dei Borbone-Condé si formò a sua volta il ramo dei principi di Borbone-Conti di cui fu capostipite Armando di Borbone-Conti, figlio terzogenito (secondogenito maschio) di Enrico II di Borbone-Condé.

## Elenco dei Principi di Condé
- Luigi I (1530-1569)
- Enrico I (1552-1588)
- Enrico II (1588-1646), il cui secondogenito maschio Armando diede origine al ramo dei principi di Conti
- Luigi II detto Il Gran Condé (1621-1686)
- Enrico Giulio (1643-1709)
- Luigi III (1668-1710)
- Luigi IV Enrico, duca di Borbone (1692-1740)
- Luigi V Giuseppe (1736-1818)
- Luigi VI Enrico Giuseppe (1756-1830), ultimo Principe di Borbone-Condé
- Luigi Antonio Enrico, duca d'Enghien, (1772-1804) ultimo discendente della linea diretta, giustiziato a Vincennes.

## Genealogia
```
Carlo IV di Borbone-Vendôme
 (1489-1537)
= Francesca di Alençon
│
├── 
Antonio di Borbone-Vendôme
 (1518-1562)
│   = 
Giovanna III di Navarra
 (1528-1572)
│   │
│   └── 
Enrico IV
 (1553-1610)
│       = 
Maria de' Medici

│       │
│       └── 
Borbone di Francia

│
└── 
Luigi I
 (1530-1569)
    = Eleonora di Roye (1535-1564)
    │
    ├── 
Enrico I
 (1552-1588), principe di Condé
    │   = Maria di Clèves (1551-1574)
    │   = Carlotta de la Trémoille
    │   │
    │   ├── Eleonora di Borbone-Condè (1587-1619)
    │   │   = 
Filippo Guglielmo d'Orange
 (1554-1618)
    │   │
    │   └── 
Enrico II
 (1588-1646), principe di Condé
    │       = 
Carlotta Margherita di Montmorency
 (1594-1650)
    │       │
    │       ├── 
Anna Genoveffa di Borbone-Condé
 (1619-1679), duchessa di Longueville
    │       │   = 
Enrico II di Orléans-Longueville
 (1595-1663)
    │       │
    │       ├── 
Luigi II
 (1621-1686), principe di Condé
    │       │   = Claire Clémence de Maillé Bréz
    │       │   │
    │       │   ├── 
Enrico III
 (1643-1709), principe di Condé
    │       │   │   = 
Anna del Palatinato
 (1648-1723)
    │       │   │   │
    │       │   │   ├── Enrico (1667–1670)
    │       │   │   │
    │       │   │   ├── 
Luigi III
 (1668-1710), principe di Condé
    │       │   │   │   = 
Luisa Francesca di Borbone
 (1673-1743)
    │       │   │   │   │
    │       │   │   │   ├── Maria Anna (1690-1760)
    │       │   │   │   │
    │       │   │   │   ├── 
Luigi Enrico
 (1692-1740), principe de Condé
    │       │   │   │   │   = 
Maria Anna di Borbone-Conti
 (1689-1720)
    │       │   │   │   │   = 
Carolina d'Assia-Rheinfels-Rotenburg
 (1714-1741)
    │       │   │   │   │   │
    │       │   │   │   │   └── 
Luigi Giuseppe
 (1736-1818)
    │       │   │   │   │       = Carlotta di Rohan-Soubise (1737-1760)
    │       │   │   │   │       │
    │       │   │   │   │       ├── 
Luigi Enrico Giuseppe
 (1756-1830), principe di Condé
    │       │   │   │   │       │   = 
Batilde di Borbone-Orléans
 (1750-1822)
    │       │   │   │   │       │   │
    │       │   │   │   │       │   └── 
Luigi Enrico
 duca d'Enghien (1772-1804)
    │       │   │   │   │       │
    │       │   │   │   │       ├── Maria (1756-1759)
    │       │   │   │   │       │
    │       │   │   │   │       └── 
Luisa Adelaide
 (1757-1824)
    │       │   │   │   │
    │       │   │   │   │       = 
Maria Caterina Brignole Sale
 (1737-1813)
    │       │   │   │   │
    │       │   │   │   ├── 
Luisa Elisabetta
 (1693-1775)
    │       │   │   │   │   = 
Luigi Armando II di Borbone-Conti
 (1695-1727)
    │       │   │   │   │
    │       │   │   │   ├── 
Luisa Anna
 (1695-1758)
    │       │   │   │   │
    │       │   │   │   ├── 
Maria Anna
 (1697-1741)
    │       │   │   │   │   = Louis de Melun, duca di Joyeuse
    │       │   │   │   │
    │       │   │   │   ├── Carlo, conte di Charolais (1700-1760)
    │       │   │   │   │
    │       │   │   │   ├── Enrichetta (1703-1772)
    │       │   │   │   │
    │       │   │   │   ├── 
Elisabetta Alessandrina
 (1705-1765)
    │       │   │   │   │
    │       │   │   │   └── 
Luigi
 (1709-1771), conte di 
Clermont-en-Argonne

    │       │   │   │
    │       │   │   ├── Enrico conte de Clermont (1672-1675)
    │       │   │   │
    │       │   │   ├── Luigi Enrico, conte della Marca (1673-1675)
    │       │   │   │
    │       │   │   ├── 
Maria Teresa
 (1666-1732)
    │       │   │   │   = 
Francesco Luigi di Borbone-Conti
 (1664-1709)
    │       │   │   │
    │       │   │   ├── Anna di Borbone-Condé (1670-1675)
    │       │   │   │
    │       │   │   ├── Anna Maria Vittoria (1675-1700)
    │       │   │   │
    │       │   │   ├── 
Luisa
 (1676-1753)
    │       │   │   │   = 
Luigi Augusto
, duca del 
Maine
 (1670-1736)
    │       │   │   │
    │       │   │   └── 
Maria Anna
 (1678-1718)
    │       │   │       = 
Luigi Giuseppe di Borbone-Vendôme
 (1654-1712)
    │       │   │
    │       │   └── Luigi (1652-1653)
    │       │
    │       └── 
Armando di Borbone-Conti
 (1629-1666), principe di Conti
    │           = Anna Maria Martinozzi-Mancini (1639-1672)
    │           │
    │           └── 
Borbone-Conti

    │
    ├── Carlo, conte di Valéry (1557-1558)
    │
    ├── 
Francesco
 (1558-1614), principe di Conti,
    │
    ├── Luigi, conte di Anisy (1562-1563)
    │
    └── Carlo II di Borbone (1562-1594)
```

```
    = Eleonora di Orléans-Rothelin (1549-1601)
    │
    ├── Margherita (1556-?)
    │
    ├── Maddalena (1563-1563)
    │
    ├── Caterina (1564-?)
    │
    ├── 
Carlo di Borbone-Soissons
, conte di Soissons (
1566
-
1612
)
    │   =  Anna di Montafia (1577-1644)
    │   │
    │   ├── Luisa di Borbone-Condé
    │   │
    │   ├── Luigi Borbone-Condé (1604-1641)
    │   │
    │   └── 
Maria di Borbone-Soissons
 (1606-1692)
    │       = 
Tommaso Francesco di Savoia

    │
    ├── Luigi, (1567-1568)
    │
    └── Beniamino (1569-1573)
```